# Such a Rush
«Such a Rush» es una canción de la banda inglesa de rock alternativo Coldplay. Siendo una de las primeras canciones del grupo, fue lanzado por primera vez en el primer EP Safety y posteriormente se relanzó en el segundo EP The Blue Room.

## Recepción
El periodista de AllMusic, MacKenzie Wilson, destacó la canción del EP y la calificó como «sobresaliente».

## Personal
- Guy Berryman – bajo
- Jonny Buckland – guitarra eléctrica
- Will Champion – batería
- Chris Martin – voz, guitarra acústica